# Rybno (gromada w powiecie sochaczewskim)
Rybno – dawna gromada, czyli najmniejsza jednostka podziału terytorialnego Polskiej Rzeczypospolitej Ludowej w latach 1954–1972.
Gromady, z gromadzkimi radami narodowymi (GRN) jako organami władzy najniższego stopnia na wsi, funkcjonowały od reformy reorganizującej administrację wiejską przeprowadzonej jesienią 1954 do momentu ich zniesienia z dniem 1 stycznia 1973, tym samym wypierając organizację gminną w latach 1954–1972.
Gromadę Rybno z siedzibą GRN w Rybnie utworzono – jako jedną z 8759 gromad na obszarze Polski – w powiecie sochaczewskim w woj. warszawskim, na mocy uchwały nr VI/10/4/54 WRN w Warszawie z dnia 5 października 1954. W skład jednostki weszły obszary dotychczasowych gromad Aleksandrów, Jasieniec, Kamieńszczyzna, Karolków Rybnowski(), Koszajec, Ludwików, Matyldów, Nowawieś, Rybionek, Rybno i Józin (z wyłączeniem obszaru stanowiącego enklawę położoną w dotychczasowej gromadzie Ćmiszew), ponadto wieś Cypriany i wieś Januszew Towarzystwo z dotychczasowej gromady Cypriany oraz wieś Szwarocin Stary z dotychczasowej gromady Szwarocin, wszystkie jednostki ze zniesionej gminy Rybno w tymże powiecie. Dla gromady ustalono 20 członków gromadzkiej rady narodowej.
31 grudnia 1959 do gromady Rybno przyłączono obszar zniesionej gromady Erminów (bez wsi Antoniew i Dachowa), a także wsie Sarnów i Zofiówka ze znoszonej gromady Janów oraz wsie Wesoła i Złota ze znoszonej gromady Braki w tymże powiecie.
31 grudnia 1961 do gromady Rybno włączono wsie Antosin i Wężyki ze zniesionej gromady Wężyki w tymże powiecie.
Gromada przetrwała do końca 1972 roku, czyli do kolejnej reformy gminnej. 1 stycznia 1973 w powiecie sochaczewskim reaktywowano gminę Rybno.